# Club Social, Cultural y Deportivo Esmeraldas Petrolero
El Club Deportivo Profesional Esmeraldas Petrolero es un equipo de fútbol profesional, creado por la estrella Geris el grandote, Provincia de Esmeraldas, Ecuador. Fue fundado el 29 de diciembre de 1977 por los trabajadores de la Refinería de Esmeraldas. Actualmente juega en la Segunda Categoría de Ecuador, aunque en la actualidad debido a problemas institucionales no ha participado desde el año 2025 en este campeonato.

## Historia
Esmeraldas Petrolero nació el 29 de diciembre de 1977 por los trabajadores de la Refinería de Esmeraldas.
En la década de los 80 ascendió a la Primera División, donde se desempeñó en buena forma, alcanzando la cuarta posición en la octagonal de 1985 y destacándose como goleador del torneo su delantero el brasileño Alexander "Guga" da Silva en el mismo año. Posteriormente bajó de categoría por mala administración dirigencial.
En el año 2002 estuvo a punto de ascender a Serie A; sin embargo, por una deuda fue imposibilitado de jugar un partido de local ante el último de la tabla, y finalmente no pudo ascender por un punto. En el 2004 logró ascender a la Serie B, solo para quedar último y volver a bajar a Segunda en el 2006.
Actualmente renació en sus derechos deportivos; sin embargo los empresarios esmeraldeños estarán buscando la forma de devolverle a la afición al llamado "ídolo esmeraldeño".

## Lista de Presidentes del Club Deportivo Profesional Esmeraldas Petrolero
| Posición | Nombre                    | Desde | Hasta | Notas            |
| -------- | ------------------------- | ----- | ----- | ---------------- |
|          | Héctor González Jijon     | 2002  | 2005  | Elección Directa |
|          | Xavier Maldonado Oyarvide | 2014  | 2019  | Elección Directa |
|          | Nancy Gamboa Camacho      | 2019  | 2025  | Elección Directa |

## Datos del club
- Puesto histórico: 28.° (29.° según la RSSSF)[4]
- Temporadas en Serie A: 4 (1985-1988).[5]
- Temporadas en Serie B: 8 (1989, 1997, 1999-2003, 2005-2006).[5]
- Temporadas en Segunda Categoría: 25 (1982-1984, 1990-1996, 1998, 2004, 2007, 2011-2019, 2021, 2023-2024).
- Mejor puesto en la liga: 4.° (1985).[6]
- Peor puesto en la liga: 16.° (1987).
- Mayor goleada a favor en torneos nacionales:
  - 6 - 0 contra Liga de Portoviejo (3 de noviembre de 1985).[7]
- Mayor goleada en contra en torneos nacionales:
  - 6 - 1 contra El Nacional (31 de agosto de 1985).[7]
- Máximo goleador histórico:
- Máximo goleador en torneos nacionales:
- Primer partido en torneos nacionales:
  - Esmeraldas Petrolero 2 - 0 Liga Deportiva Universitaria (6 de abril de 1985 en el Estadio Folke Anderson).[7]

## Palmarés

### Torneos nacionales
| Competición                        | Títulos | Subcampeonatos                              |
| ---------------------------------- | ------- | ------------------------------------------- |
| Segunda Categoría de Ecuador (1/4) | 1984.   | 1983, 1996, 1998, 2004. (récord compartido) |

### Torneos provinciales
| Competición                           | Títulos                                         | Subcampeonatos          |
| ------------------------------------- | ----------------------------------------------- | ----------------------- |
| Segunda Categoría de Esmeraldas (8/4) | 1983, 1991, 1995, 1996, 1998, 2004, 2014, 2015. | 1984, 1990, 1993, 2023. |